# ニコライ・メトネル
ニコライ・カルロヴィチ・メトネル（ロシア語: Никола́й Ка́рлович Ме́тнер；ラテン文字表記の例:Nikolai Karlovich Medtner、1880年1月5日モスクワ - 1951年11月13日ロンドン）は、 ロシアの作曲家、ピアニスト。

## 経歴
作品番号にしておおよそ60以上におよぶ曲集と、番号なしの若干の作品を残す。作品のジャンルは、ピアノ独奏曲、ヴァイオリンとピアノのための曲、ピアノ伴奏つき歌曲、ピアノ五重奏曲、2台のピアノのための作品、3曲のピアノ協奏曲などである。 そのうちソナタは、ピアノ・ソナタが14曲で、ヴァイオリン・ソナタが3曲、声楽とピアノのためのヴォカリーズ・ソナタが1曲である。
父方・母方とも祖先はドイツ人で、プロテスタントを信仰する実業家の家庭に育つ。父方の祖先は、18世紀にはロシアに移住していたと考えられている。また母方の従兄弟は、同じく作曲家であったアレクサンドル・ゲディケである。
なお、妻アンナは、初めニコライの実兄で文芸評論家であったエミーリイ・メトネルの妻だったが、エミーリイと離婚後、1919年にニコライと結婚。夫の死後、1958年に、メトネルの自筆楽譜を携えてソ連に帰国した。
モスクワ音楽院ではピアノを専攻、ヴァシーリイ・サフォーノフの指導を受けたが、セルゲイ・タネーエフほかに作曲も学ぶ。1900年に金メダルを受賞して卒業後、ピアニストとして活動を始めるが、恩師タネーエフの勧めもあり、後には作曲も本格的に開始した。1909年に母校のピアノ科で教授を務めるも、多忙により翌年辞任、1914年に復職。1916年には、作曲によりグリンカ賞を受賞。
前途洋洋に思われたが、1917年にロシア革命が勃発。しばらくはソ連に留まっていたが、やがて友人であったラフマニノフのように、演奏旅行の名目でロシアを出国。亡命の意図はなかったが、1927年の演奏旅行以外に、ついに母国に戻ることはなかった。
1925年、パリに定住したが、フランス六人組やストラヴィンスキーが主導権を握る、第一次世界大戦後のフランスの音楽界になじめないものを感じていた。それでもロンドンに落ち着くのはようやく1936年のことであった。晩年にロシア人としての自意識に目ざめ、正教に改宗した。
メトネルの晩年には、多くの支援者が現れた。同じくピアノ音楽の作曲家であったカイホスルー・シャプルジ・ソラブジの他にも、マイソール藩王国(1399年 - 1947年、現インドカルナータカ州)最後の藩王・ジャヤ・チャーマ・ラージャ・ウォディヤール(1919年 - 1974年)が、メトネルの作品を愛好し、私財を投じて「メトネル協会」を設立。その基金により、英国グラモフォンが自作を含むメトネルの演奏を録音した。メトネル協会はまずＨＭＶから3集が出版され、第1集にピアノ協奏曲第2番および歌曲、小品、第2集が同第3番、ソナタ・ヴォカリーズ他、第3集に同第1番、朝の歌、悲劇的ソナタ他が収録された。そうした録音の中に、ベンノ・モイセイヴィチが伴奏を勤めた2台ピアノのための作品、さらに英コロムビアからメトネルが伴奏を務めエリーザベト・シュヴァルツコップが、1913年作曲の「ミューズの女神」（アレクサンドル・プーシキン作詞）などのリートを歌ったものが残された。
なお、メトネルの庇護者ウォディヤールは、マイソール藩王国がインド連邦に組み込まれた後もマイソール・マドラス両州の知事を務めたほか、慈善事業家・音楽学者・哲学者・社会思想家としてイギリスでも活動した人物で、数々の著作や学術論文によって受賞もしている。
メトネルは晩年には体調を崩し、公開の演奏は1944年が最後となった。最後の主要作品である「ピアノ五重奏曲 ハ長調」（1903年-1949年）の初演はコリン・ホースリーの手を借りて行われた（出版は死後）。メトネルは2年後の1951年11月13日にロンドンで死去し、ロンドン市内のヘンドンのヘンドン墓地に埋葬された。同墓地には兄のエミーリィも埋葬されている。

## 作品
現在では彼の作品はマルク＝アンドレ・アムラン、ヘイミッシュ・ミルン、ボリス・ベレゾフスキー、ニコライ・デミジェンコ、ウラジーミル・トロップ、イリーナ・メジューエワ、日本人では川上昌裕、有森博、熊本マリ、内藤晃らによって演奏や録音がなされている。

### ピアノ独奏曲
「ピアノ・ソナタ第1番 ヘ短調作品5」は、 1902年から03年に作曲された4楽章の作品で、スクリャービンやラフマニノフの作曲様式を示している。メトネルの作曲様式は後年になって精巧さと複雑さを帯びるようになるが、この作品もすでに堅固である。開始の「アレグロ Allegro」楽章は劇的で、多くのメトネル作品のように鐘の響きが染み付いている。この楽章を、リズミカルで力強い「間奏曲 Intermezzo」の間に、緩徐楽章「ゆるやかに熱中して Largo divoto」が挟み込まれており、「速やかに決然と Allegro risoluto」したフィナーレに辿り着くより先に、「荘厳な Maestoso」クライマックスが形成される。
第2番、第3番、第4番の「ピアノ・ソナタ」はそれぞれ単一楽章の作品で、3曲で「ソナタ三部作Sonata-Triad」を形成している（作品11、変イ長調、ニ短調、ハ長調、1904年 - 08年作曲）。ニ短調のソナタは、《悲歌Sonate-Elegie》と題され、緩やかに始まるが、コーダにおいて「きわめて速く、倍の速さでAllegro molto doppio movimento」となり、長調で結ばれる。
最も有名な「ピアノ・ソナタ第5番 ト短調」作品22（1909年 - 10年作曲）は、緩やかな導入部が、3つの主題をもつ、突進するようなソナタ形式の主部と交代するのだが、そのうち一つはすでに導入部で予告されている。この短い作品の形式的・情緒的な中心は、「間奏曲：静々と歩くように、痛々しく Interludium: Andante lugubre」であり、これが展開部の大半に置き換わっている。
その直後に完成されたのが、2曲からなる作品25の第1曲《お伽話ソナタSonata-Skazka》である。この短いハ短調のソナタは、1910年から11年に作曲され、「速やかに、奔放に Allegro abbandonamente」、「活き活きと闊歩して Andantino con moto」、「速やかに、颯爽と Allegro con spirito」と題された3楽章で構成されているのだが、第2楽章と第3楽章が連結されている。開始楽章は規則どおりのソナタ形式なのに対して、緩徐楽章が開始楽章の第1主題に復帰する間に、フィナーレの行進曲となる。フィナーレは変奏曲が続いてコーダで結ばれる。
続く作品25の第2曲「ピアノ・ソナタ第7番 ホ短調《夜の風》」は、フョードル・チュッチェフの詩「Silentium」に基づいており、その抜粋が題辞として掲げられている。1911年に作曲された、いくつかの部分からなる単一楽章の作品で、通常は演奏するのに大体30分ほどを要する。基本的にソナタ形式の楽章だが、幻想曲が続き、活発だが陰のあるコーダで締め括られる。セルゲイ・ラフマニノフに献呈され、メトネルを援助したカイホスルー・シャプルジ・ソラブジが「20世紀最高のピアノ曲」と絶賛した。
次なる「バラード風ソナタ嬰ヘ長調 作品27」も単一楽章の作品として着手されたが、1912年から14年にかけて、今度は「バラード、序奏と終曲」という2楽章ないしは三楽章構成に落ち着いた。フィナーレは、《ピアノ五重奏曲》と同じく、自作のプーシキン歌曲「ミューズの女神」と主題的に関連している。調性や楽想から、ショパンやリャードフの《舟唄》へのオマージュと見なされることもある。
　自作自演録音が存在する。
「ピアノ・ソナタ第9番 イ短調」作品30は単一楽章の作品で、副題がない。（ごく稀に「戦いのソナタ」と呼ばれる）。レフ・コニュスに献呈されており、全編を通して当時の物々しい世相を反映した雰囲気を帯びる。典型的なソナタ形式で書かれているが、特に5ページもわたるコーダの充実振りは特筆すべきものである。
「ピアノ・ソナタ第10番 イ短調《回想のソナタ Sonata-Reminiscenza》」作品38-1は、《忘れられた調べ（第1集）》と呼ばれる、8曲からなる組曲の1曲めに当たる（《忘れられた調べ》は、作品38 - 40の3つがあり、ソナタ第10番と第11番は、1918年 - 20年に作曲された）。作品38のその他の曲は、このソナタのいくつかの変奏と、終曲の「想い出のうちに Alla Reminiscenza」である。ギレリスはこのソナタ（と作品22）を録音し、レパートリーに入れていた。
「ピアノ・ソナタ第11番 ハ短調 《悲劇的Sonata-Tragica》 op. 39 no. 5  」作品 39-5は、《忘れられた調べ 第2集》の終曲である。この曲集でも主題の循環が行なわれており、ソナタに先立つ曲《朝の歌 Canzona matinata》には、ソナタで一度聞こえる主題が含まれているだけでなく、「アタッカ」―休止なしで―の指示が出されている。このソナタもソナタ形式で書かれているが、テンポは「速やかに Allegro」と指定され、3つの主題のうち1つを（《朝の歌》の名残り）再現せずにコーダに入る。
「ピアノ・ソナタ第12番 変ロ短調《ロマンティック》Romantica」作品 53-1は、次のソナタと並んで、後になって――1931年 - 32年に――作曲された。ピアノ協奏曲第2番と第3番の間に書かれた作品である。この4楽章のソナタは、「ロマンス Romance」（変ロ長調）、「スケルツォ Scherzo」（変ホ短調）、「瞑想曲 Meditazione」（ロ短調）、「フィナーレ Finale」（変ロ長調）の順で構成されている。曲末に、《お伽話ソナタ》からの引用句が含まれている。
「ピアノ・ソナタ第13番 ヘ短調《嵐 Minacciosa》」 (別称「嵐 Tempest」)作品 53-2 は、もう一つの単一楽章の作品で、非常に半音階的で、印象的なフーガが続く。
最後となったピアノ・ソナタ《牧歌ソナタ Sonate-Idylle》ト長調 作品56は、1937年の作品である。これは2楽章の作品で、短めの楽章「快速に、歌うようにAllegretto cantabile」と、「程よく快速に、歌うように（常に一定のテンポで）Allegro moderato e cantabile (sempre al rigore di tempo)」と指示されたロンド楽章とで構成されている。和声の色彩感が繊細なので、2つの楽章で「カンタービレ（歌うように）」という表示は、曲の気分や感覚を効果的に方向付けている。

### ピアノ協奏曲
メトネル自身により、全曲とも自作自演の録音が残されている。
《ピアノ協奏曲第1番ハ短調　作品33》 （1914年 - 18年 ロシア》曲は3楽章構成であるが、通常のピアノ協奏曲と異なり、最後まで間断なく演奏されるものとして作曲されている。ロシア時代の作品であるため、後期ロマン派の形式美が確固としており、調性の逸脱は無く、循環形式的手法が綿密な計算の下で採用されている。曲の技術的な難易度は、メトネル渾身の作品であることから高度な技術・技巧が要求される。また、ピアノが主導的な役割を演じながら、オーケストラと一体化する交響的な作品でもある。
《ピアノ協奏曲第2番ハ短調 作品50》（1920年 - 27年は、〈トッカータ Toccata〉〈ロマンスRomanza〉〈ディヴェルティメント Divertimento〉の3楽章によっている。第1楽章は躍動しながら精力的である。第2主題は、作品14の《おとぎ話》（1906年 - 07年）のうち1曲〈勇者の行進〉のものに似ている。〈ロマンス〉楽章と〈ディヴェルティメント〉楽章は、それぞれ性格の点で異なっており、とりわけ〈ディヴェルティメント〉楽章は、変化に富んだ響きがする。ラフマニノフへ献呈され、1927年にロシアへ一時帰国した際に初演された。2004年1月23日、サントリーホールでマルカンドレ・アムランの独奏、オッコ・カム指揮の東京フィルハーモニー交響楽団により日本初演されている。
《ピアノ協奏曲第3番 ホ短調作品60》（1940年 - 43年）は、作曲者の晩年に書かれた評伝と、同時期に成立した作品である。3つの楽章は連結されており、第1楽章〈動きをつけて幅広くCon moto largamente〉はしばし眠っているかのようで、エネルギーを必要としているが、第2楽章〈間奏曲Interludium 〉は〈速やかに、音を充分たもって、神秘的にAllegro, molto sostenuto, misterioso〉との発想記号をもち、第1楽章を回想して、第3楽章を予告する。長大な終楽章は、〈極めて速やかに。目覚めたように、雄々しくAllegro molto. Svegliando, eroico〉と指示されたソナタ形式の楽章で、作品全体を力強く締め括っている。

### 室内楽
「ヴァイオリン・ソナタ第3番 ホ短調《エピカ》」作品57（1938年）は、とりわけダヴィッド・オイストラフによる録音で知られている。〈（序奏―静々と穏やかに）Introduzione – Andante meditamente〉、〈スケルツォ（速やかに、非常にきびきびと、軽やかに）Scherzo – Allegro molto vivace, leggiero〉、〈（静々と、動きを付けて）Andante con moto〉、〈フィナーレ（極めて速やかに）Finale – Allegro molto〉の4楽章からなり、演奏には45分ほど要する。
序奏は、静かに、だが執拗に和音を重ねてゆき、そこにヴァイオリンの旋律が加わる。その旋律が、続くソナタ楽章の――冗長な――第1主題となり、模倣による行進曲などのその他の主題と、組み合わされてゆく。
イ長調のスケルツォ楽章は、開始楽章の速めの楽節から取られたリズムのようで、一種のロンド形式で作曲されている。
開始楽章のさまざまな回想に続いて現れるのは、アンダンテ楽章、今度はヘ短調の哀歌である。このパッセージが終わると見せかけておいて、今度は開始の部分に基づく変奏となり、しだいにアタックが大きく、てきぱきとしてくると、ホ短調となって、超絶技巧を要するフィナーレへと達する。

## 作曲以外の出版物
メトネル唯一の著書「ミューズと流行～芸術音楽の原則を擁護して The muse and the fashion, being a defence of the foundations of the art of music」（1935年出版、1957年再刊、現在は絶版中か）は、彼の芸術上の信条告白と、同時代のいくつかの風潮に対する反発が表明されている。メトネルは、音楽には不変の法則があり、その本質とは歌にあると固く信じていたのであった。